# Parc national de Göreme et sites rupestres de Cappadoce
Pour les articles homonymes, voir Göreme (homonymie).
Le parc national de Göreme et les sites rupestres de Cappadoce sont un ensemble de formations naturelles et de sites historiques de Turquie classés au patrimoine mondial de l'UNESCO depuis 1985.
Göreme est le nom d'une vallée et d'une localité de la province de Nevşehir, en Cappadoce. Le bourg a porté différents noms au cours de l'histoire : Κόραμα (« Korama »), Matiana, Maccan et, jusque récemment, Avcilar, nom encore fréquemment usité aujourd'hui. Il comptait en 2007 une population d'environ 2 000 habitants. Il a été récemment rebaptisé Göreme, du nom de la vallée, pour des raisons touristiques.
Dans un paysage modelé par l'érosion, la vallée de Göreme et ses environs abritent des sanctuaires rupestres, témoignages de l'art byzantin de la période post-iconoclaste, ainsi que des habitations, des villages troglodytiques et des villes souterraines, vestiges d'un habitat humain traditionnel dont les débuts remontent au IVe siècle.
À proximité de la petite ville, se trouve le Göreme Açık Hava Müzesi, en français « le Musée de plein air de Göreme ». Dans une vallée pittoresque, il révèle l'héritage d'une intense activité monastique entre les Ve et XIIe siècles : une cinquantaine de sanctuaires y célèbrent la vie du Christ en fresques délicates, sur fond de lapis-lazuli.
Le parc national historique de Göreme (Göreme Tarihî Milli Parkı) recouvre les vallées avoisinantes s'étendant d'Uçhisar à l'ouest à Ürgüp à l'est. Le périmètre classé au patrimoine mondial inclut aussi les sites troglodytiques de Karain, Karlık et Yeşilöz, dans une vallée à l'est du parc, et celui de Soğanlı ainsi que les cités souterraines de Kaymaklı et Derinkuyu au sud.

## Histoire
À la suite des éruptions des volcans Erciyes dağı, Hasan dağ et Göllü dağ entre le Miocène supérieur et le Pliocène, la lave forma des roches tendres sur la Cappadoce, sur une surface de 20 000 km2. Quelques éruptions eurent encore lieu ultérieurement, notamment en 253 av. J.-C., semble-t-il. Cette roche s'éroda et s'érode toujours de manière assez rapide, mais moins fortement là où des rochers plus durs la protégeaient, formant les actuelles cheminées de fées.

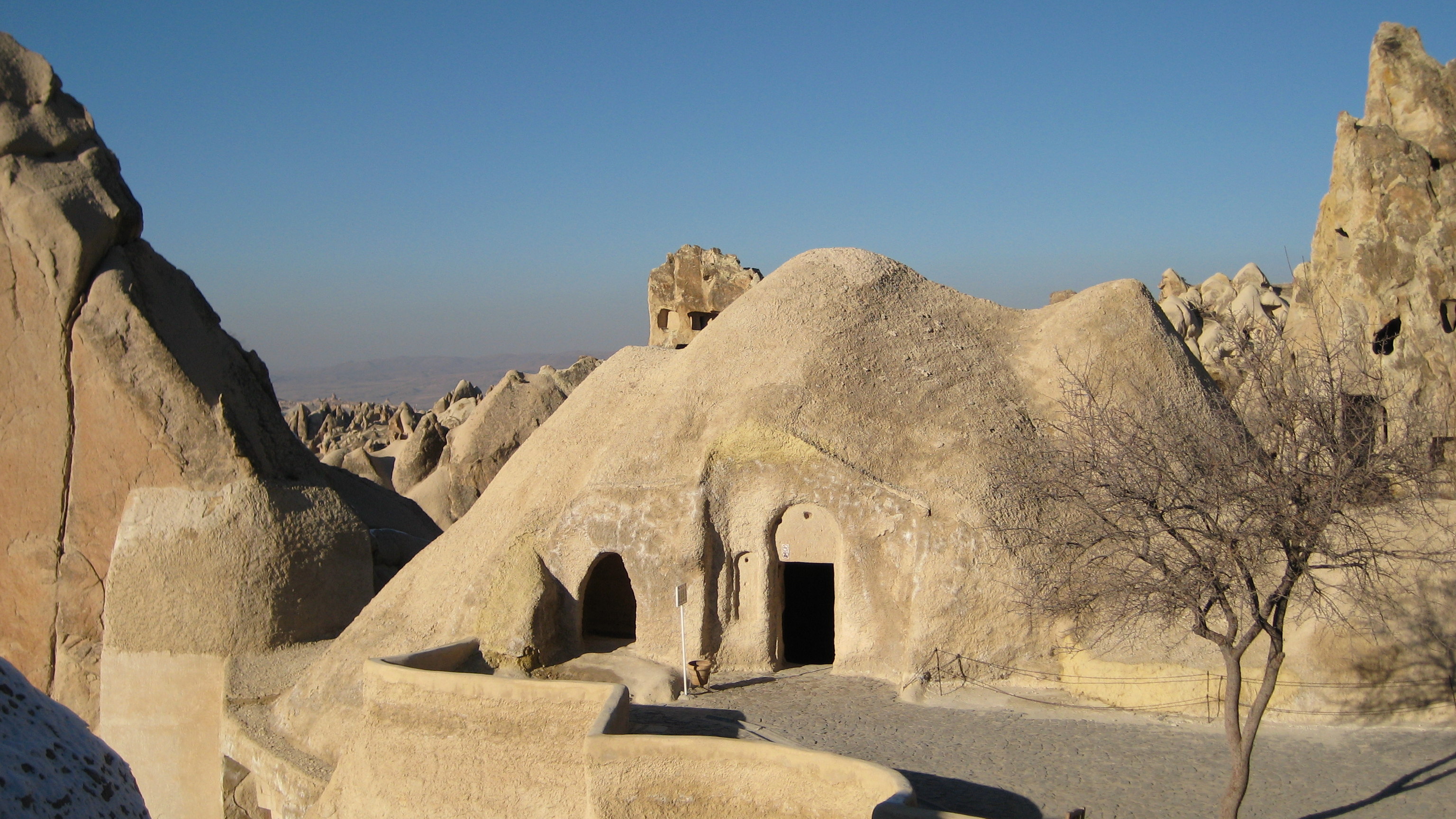
Église Sainte-Barbara.

La population tira parti du fait que la roche tendre pouvait facilement être creusée pour y excaver des églises, des monastères ou des habitations. Ces sanctuaires chrétiens contiennent donc maintes œuvres de l'art byzantin de la période post-iconoclaste, en particulier de nombreuses fresques.
Au IVe siècle, de petites communautés anachorètes commencèrent à se former dans la région, sous l'impulsion de saint Basile de Césarée. Elles creusèrent leurs cellules dans la roche. Durant la période iconoclaste (725-842) la décoration des sanctuaires resta minimale, se limitant à quelques symboles, comme la croix. Après cette période, et jusqu'au XIIIe siècle inclusivement, la plupart des églises furent modifiées et de nouvelles furent réalisées, désormais richement décorées de fresques multicolores. L'essor du site ne fut donc nullement affecté par la conquête de la région par les Turcs Seldjoukides en 1071. Ce n'est qu'au XVIIIe siècle que les derniers ermitages troglodytiques furent complètement abandonnés.

## Les églises du parc national de Göreme

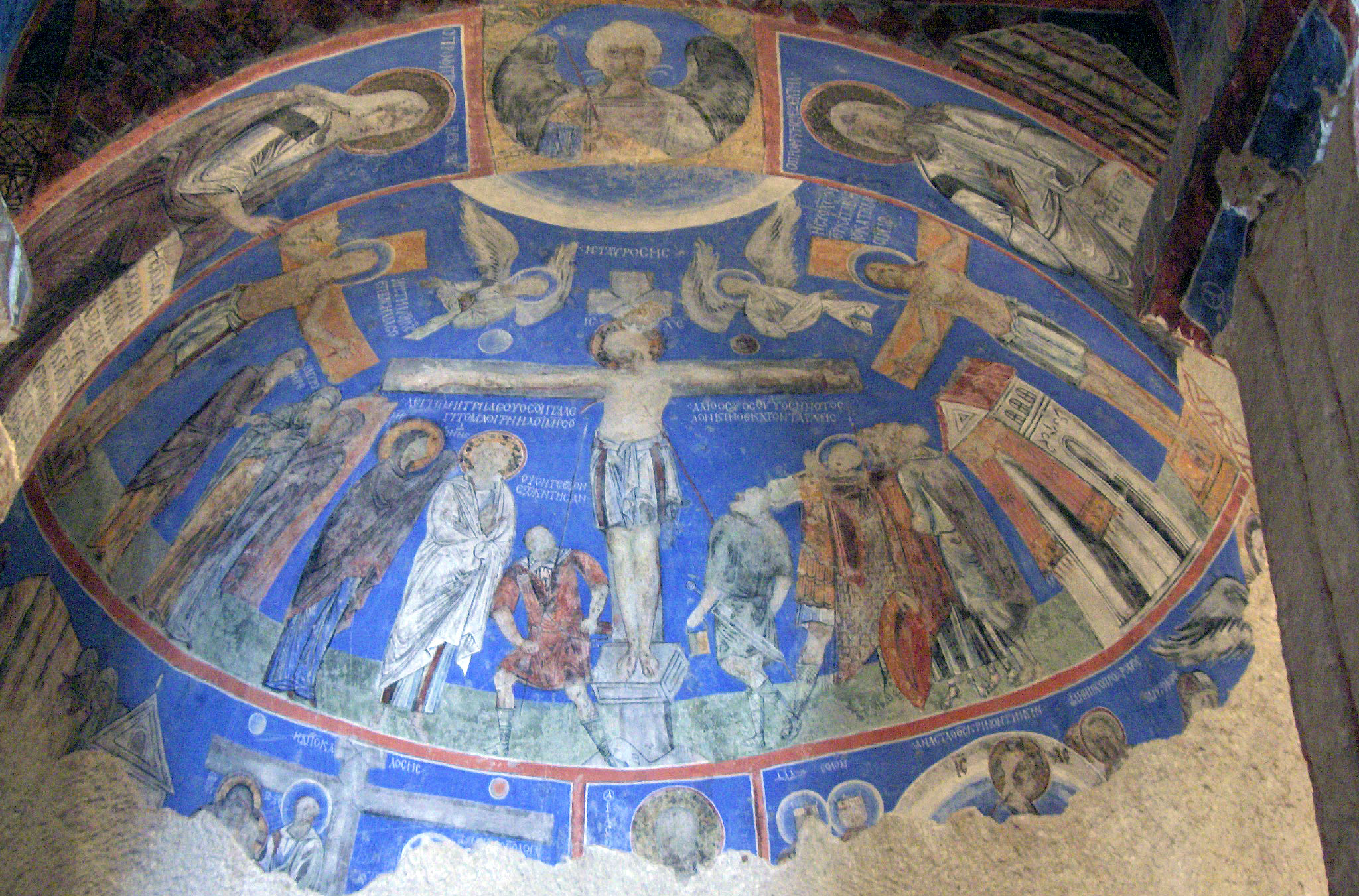
Fresque de la Crucifixion, Tokalı Kilise.

### Tokalı Kilise
Située en dehors du « musée de plein air », en bordure de celui-ci, la Tokalı Kilise (église de la Boucle) est la plus grande de Göreme. Construite au début du Xe siècle elle a été remaniée à plusieurs reprises ultérieurement. La nef centrale contient une fresque du IXe siècle de style « provincial ». Trois absides révèlent des fresques du XIe siècle de style « métropolitain ». Ces fresques représentent les apôtres, des saints et de très nombreuses scènes de la vie de Jésus (963-969 et XIe siècle respectivement). L'église se compose de quatre pièces et d'une crypte. Le rouge et le vert dominent dans la partie la plus ancienne ; l'indigo et le lapis-lazuli dans la partie plus récente. Outre les scènes évangéliques, on y voit des épisodes de la vie de Basile de Césarée. Dans les tympans nord et sud la Croix est représentée avec le Christ en buste à l'intersection des bras.

### Elmalı Kilise

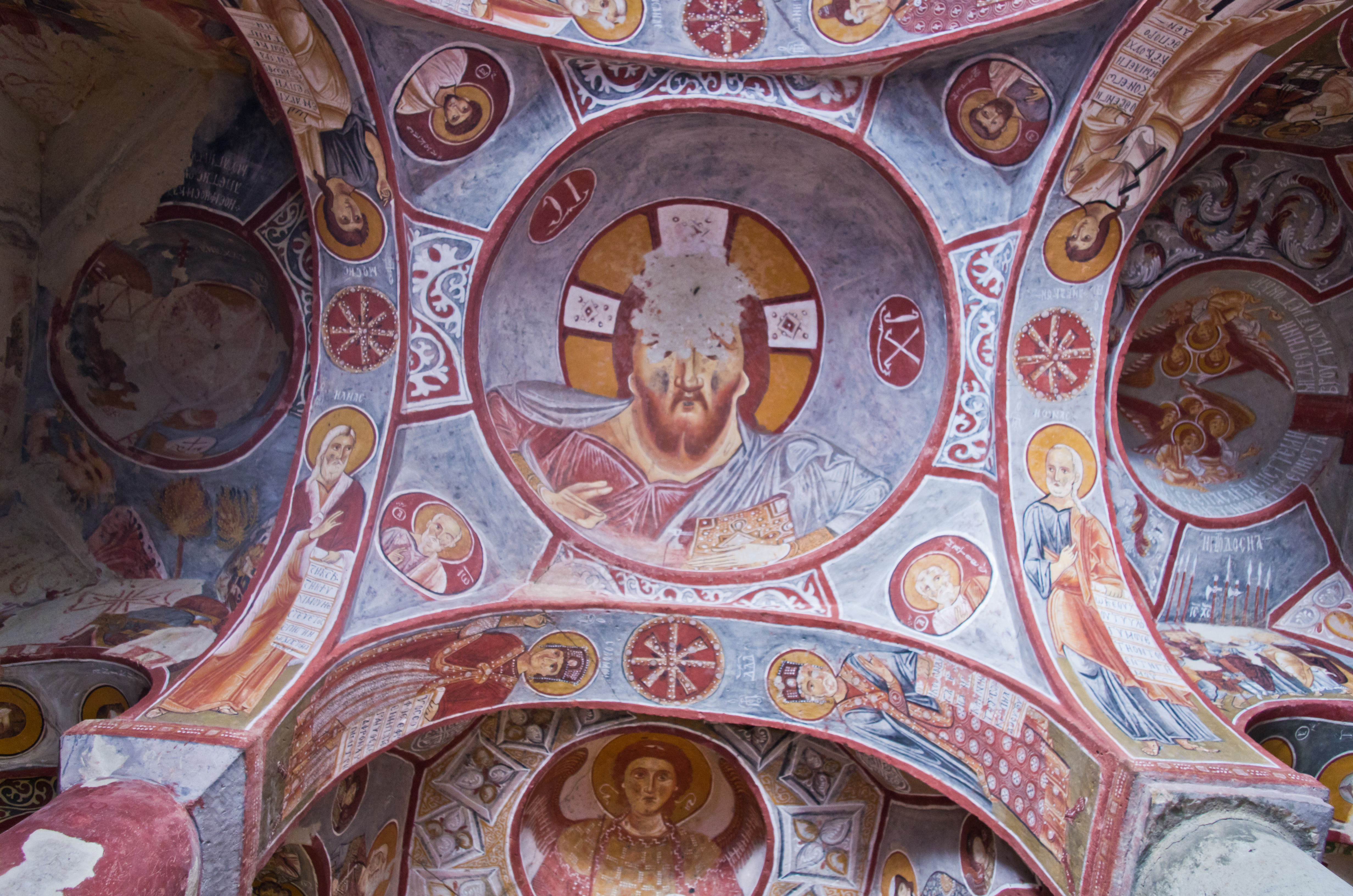
Elmalı Kilise.

Située dans le « musée de plein air », la Elmalı Kilise (église de la Pomme) est plus petite. Construite vers 1050, elle contient quatre piliers irréguliers qui forment une croix grecque et qui supportent un dôme central. Une restauration de 1991 a révélé des peintures antérieures sous les fresques du XIIe siècle visibles actuellement, qui représentent des saints, des évêques et des martyrs. À droite de l'autel, la Cène avec le symbole du poisson (poisson se dit en grec ancien ἸΧΘΥΣ, acronyme de Ἰησός Χριστός Θεοῦ Ὑιός Σωτῆρ signifiant « Jésus Christ, Fils de Dieu, Sauveur »). Le nom de l'église semble provenir d'un globe tenu par l'archange Michel dans l'abside, à moins qu'il ne provienne d'un pommier situé à proximité.

### Azize Barbara Kilisesi

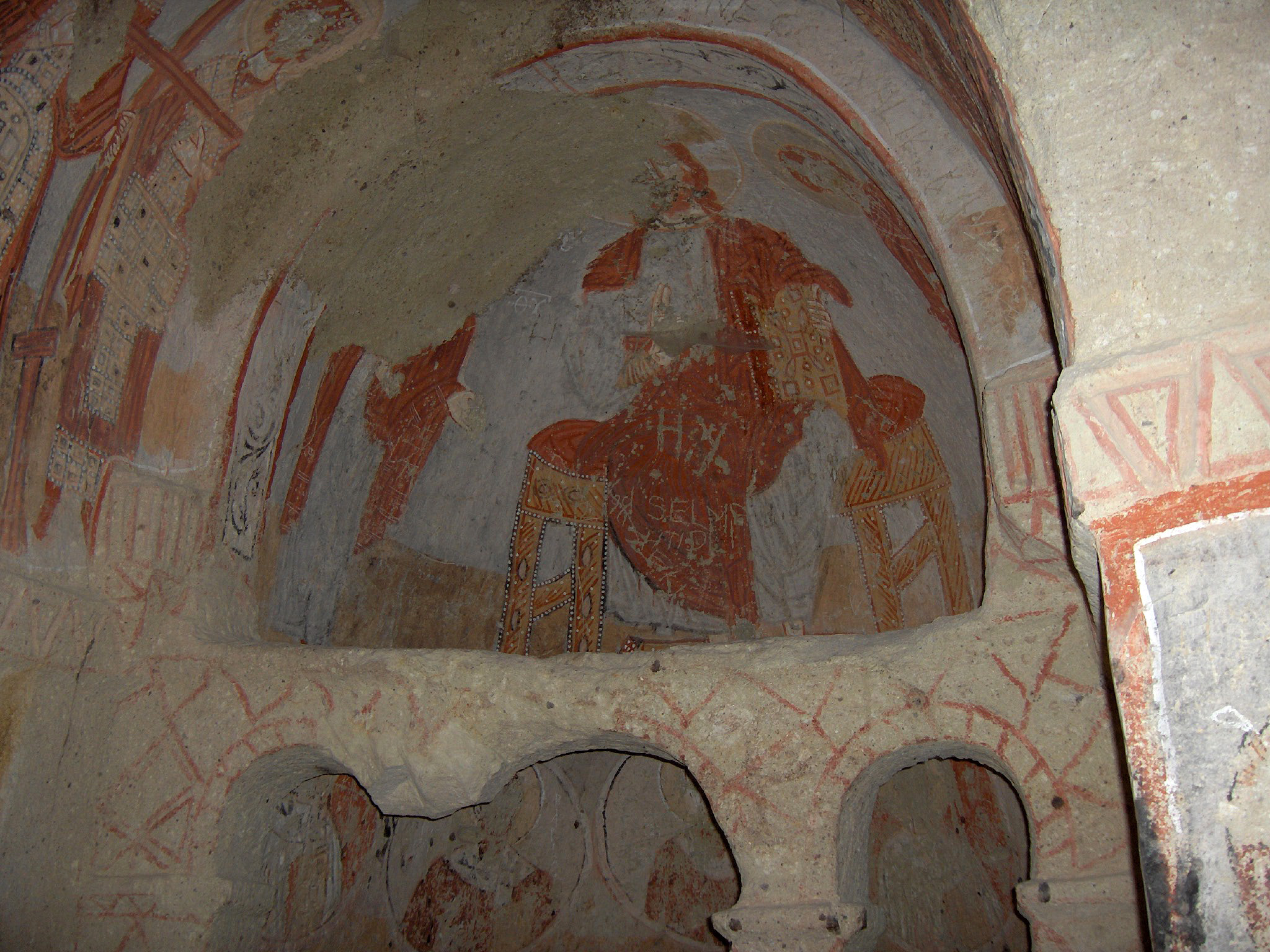
Christ Pantocrator, Azize Barbara Kilisesi.

Située dans le « musée de plein air », l'Azize Barbara Kilisesi (Église de Sainte-Barbe) date du XIe siècle. Barbe était une martyre égyptienne qui fut emprisonnée par son père qui voulait la protéger de l'influence de la chrétienté. Elle parvint cependant à pratiquer sa foi et son père la soumit à la torture et la tua.
L'église est organisée comme la Çarikli Kilise (cf. infra). Elle recèle un dôme croisé et une abside centrale, deux latérales et deux colonnes. Le dôme dépeint le Christ sur un trône avec des dessins géométriques de couleur ocre, peints directement sur la roche. Une autre fresque représente le Mal, tenu en respect par deux croix adjacentes. Le mur nord comporte une fresque de saint Georges et de saint Théodore à cheval, luttant contre un dragon et un serpent. Des lignes ocres visent à donner l'impression que des pierres de taille ont été utilisées pour la construction.

### Yilanlı Kilise

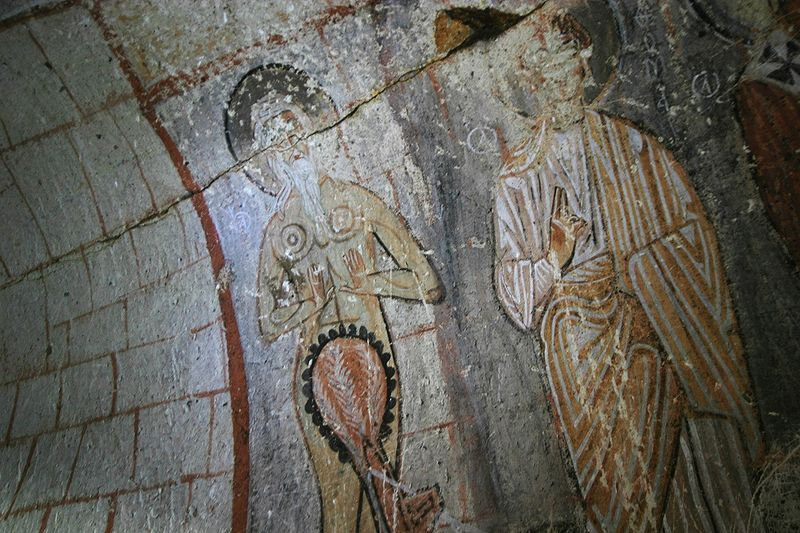
Yilanlı Kilise : Onuphrius (à gauche).

Située dans le « musée de plein air », la Yilanlı Kilise (Église du serpent) est une église à simple voûte, à la nef longue et basse. Elle tire son nom de la fresque de saint Georges et saint Théodore terrassant le serpent. On y trouve également la représentation de l'empereur Constantin et de sa mère, sainte Hélène, tenant la Vraie Croix. La légende veut qu'elle découvrit la croix après avoir vu un songe, et qu'une partie de cette croix soit toujours enterrée dans les fondations de Sainte-Sophie à Istanbul. D'autres morceaux de la croix se trouveraient au Saint-Sépulcre et à Saint-Pierre de Rome. Un autre portrait intéressant est celui de saint Onuphre près de l'entrée. Le saint vécut une vie d'ermite dans le désert égyptien près de Thèbes et est généralement représenté avec une longue barbe grise et tenant une feuille de figuier. Selon certaines traditions, ce saint fut d'abord une femme aux mœurs légères, qui pria Dieu de la sauver. Dieu lui fit alors pousser une barbe et la rendit laide. C'est pourquoi saint Onuphre est souvent représenté mi-homme mi-femme. Ici également, des lignes figurent des joints entre des pierres.

### Karanlık Kilise

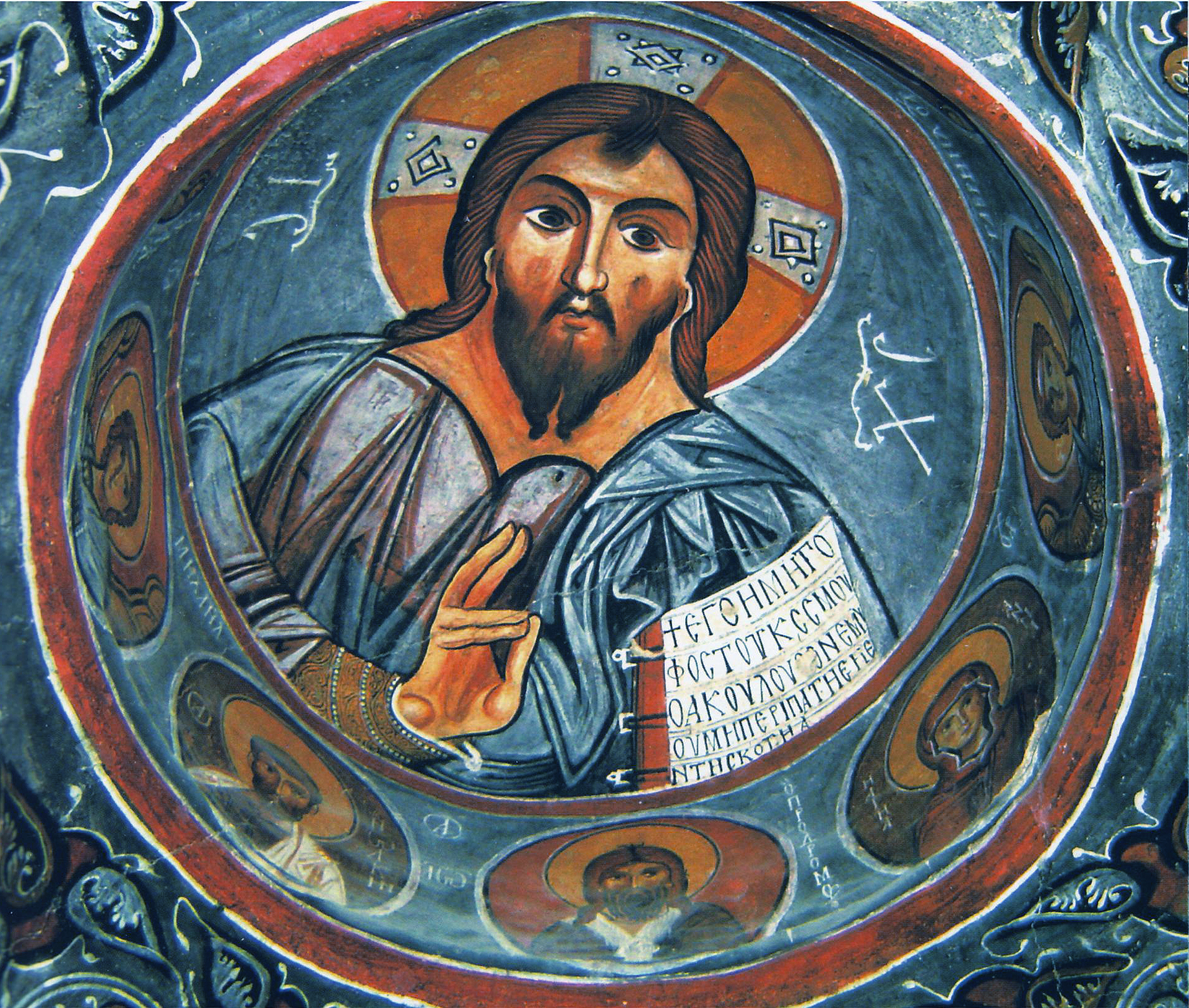
Christ pantocrator, Karanlık Kilise.

Située dans le « musée de plein air », la Karanlık Kilise (Église sombre) est un ensemble monastique des XIIe – XIIIe siècles. Il comporte un dôme, une abside principale, deux petites absides secondaires et quatre colonnes. Il est décoré de scènes du Nouveau Testament : Christ pantocrator, Nativité, Adoration des mages, Crucifixion, baptême, Cène, trahison de Judas.
Après la conquête turque, l'église fut utilisée comme pigeonnier jusqu'aux années 1950. Après restauration, les fresques, protégées par les déjections, sont les mieux préservées de toute la Cappadoce et constituent un parfait exemple de l'art byzantin du XIIe siècle. Cependant, une partie du narthex s'est écroulée et une partie de l'église fut exposée aux intempéries. Il en résulta des dommages à la fresque de l'Ascension et à celle de la Bénédiction des saints. Le nom de l'église provient du fait qu'une seule petite ouverture donnant sur le narthex laisse pénétrer la lumière dans la partie intérieure.

### Çarıklı Kilise

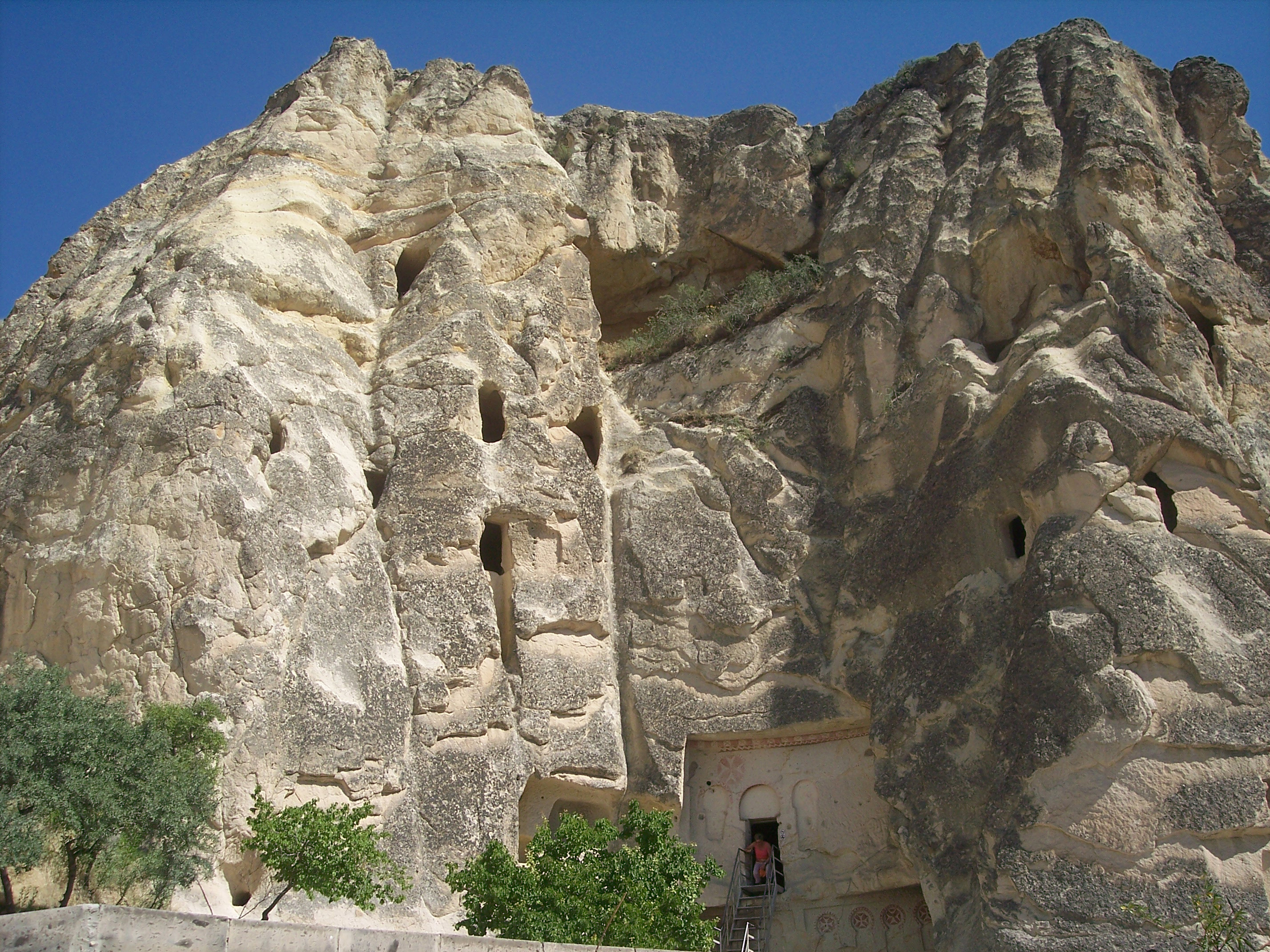
Çarıklı Kilise.

Située dans le « musée de plein air », la Çarıklı Kilise (Église aux sandales) date du XIe siècle. L'église est creusée dans le même rocher que la Karanlik Kilise et comporte quatre voûtes et trois absides. L'église est creusée selon un plan en croix avec des voûtes croisées. Les fresques du XIIIe siècle montrent les quatre évangélistes et, à peu de chose près, les mêmes scènes du Nouveau Testament que dans la Karanlık Kilise. Son nom provient des deux empreintes des pas sous la fresque de l'Ascension, à l'entrée de l'église. De nombreuses légendes invérifiables prétendent expliquer les empreintes des pas, probablement laissées par des çarik (chaussures de cuir cru portées par les paysans turcs). Cette fresque serait une copie exacte de celle de l'église de l'Ascension de Jérusalem.

## Les églises des environs
À Avcilar et à proximité du « musée de plein air », quelques autres sites sont dignes d'intérêt, comme un tombeau romain monumental et les églises rupestres Kadir Durmuş et Yusuf Koç, mais on citera particulièrement :

### Saklı Kilise
Saklı Kilise (l'église cachée) est creusée dans une colline qui domine la vallée de Zemi. L'érosion en ayant bouché l'entrée, elle resta cachée durant plusieurs siècles, d'où son nom. Cette circonstance assura d'ailleurs une bonne conservation des fresques.

### Meryem Ana Kilisesi
Cette église de la Vierge Marie a beaucoup souffert de l'érosion du petit ruisseau qui passe au pied de la falaise dans laquelle elle est creusée. On sait qu'un éboulement important de cette falaise s'est produit entre 1911 (première visite par Guillaume de Jerphanion) et les visites des années 1960 par le professeur allemand Restlé. Située sur le bord supérieur de la vallée de Kılıçlar, elle domine celle-ci à environ vingt-cinq mètres du fond. Elle doit son nom aux fresques représentant les joies et les douleurs de Marie qui se trouvent sur ses parois. Dans la Crucifixion, le Christ est seul avec Marie et Jean.

### El Nasar Kilisesi
L'église du Mauvais Œil contient des peintures représentant la vie de Jésus. Elle comportait deux étages, mais l'étage supérieur est effondré.

## Habitations troglodytiques et cheminées de fées
Les vallées du parc national de Göreme, creusées dans le tuf volcanique, offrent une rare profusion de cheminées de fées : voir l'article sur la géographie de la Cappadoce. Les mieux protégées de l'érosion conservent leur chapeau de basalte. Les autres deviennent des cônes ravinés. Le parc est également riche en habitations troglodytiques.

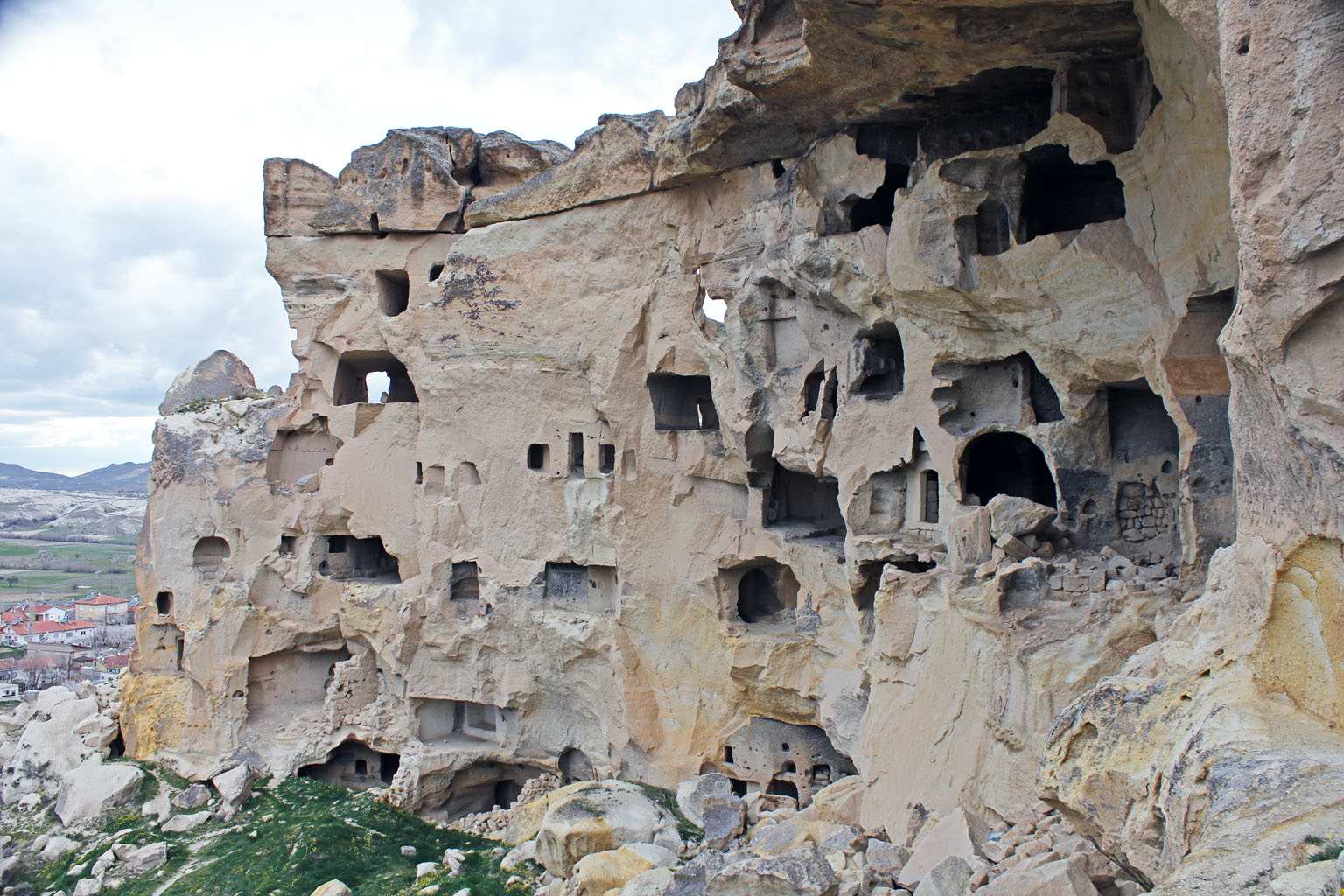
Parc de Göreme, habitat troglodytique à Çahusin
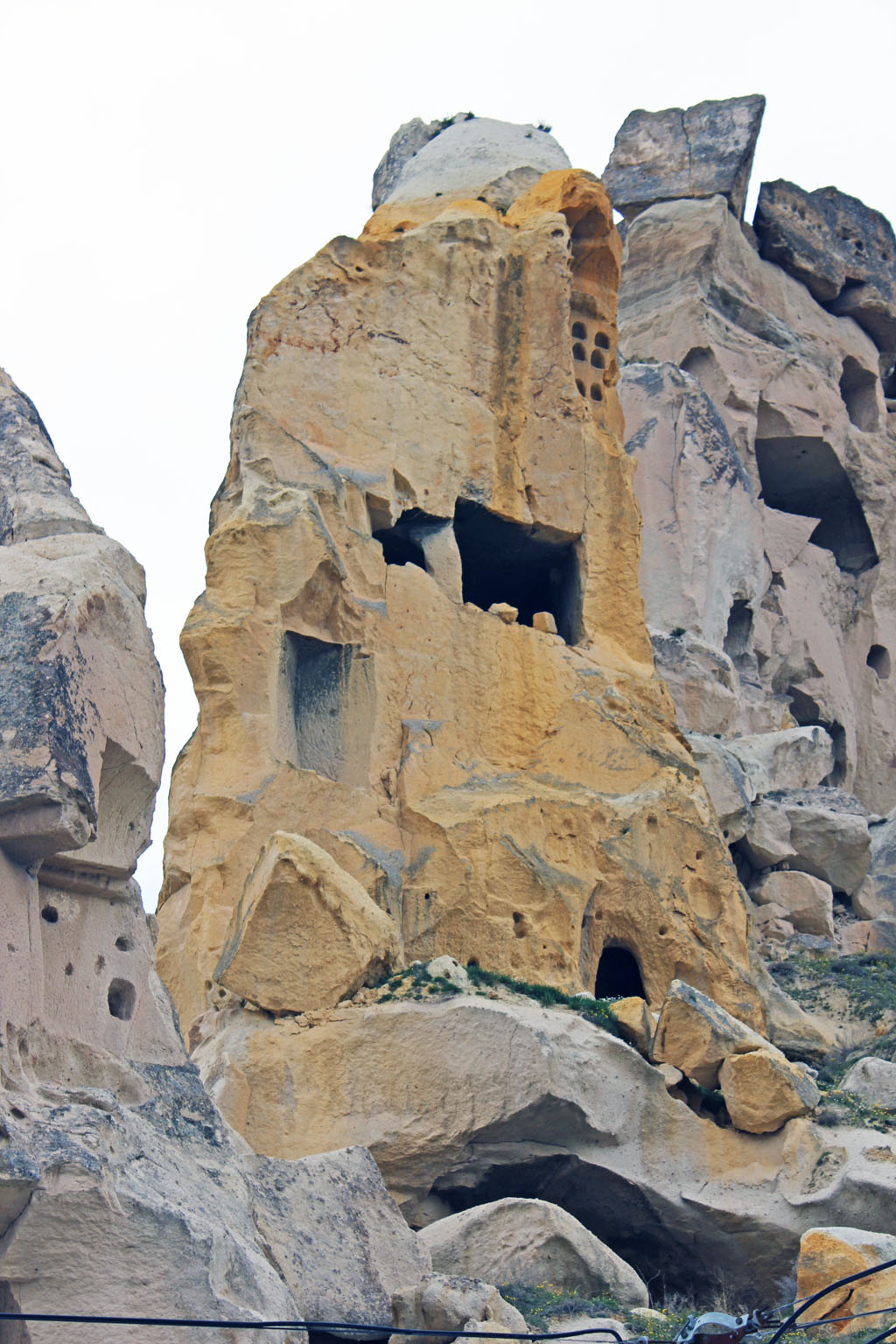
Parc de Göreme, habitat troglodytique à Çahusin, roche jaune
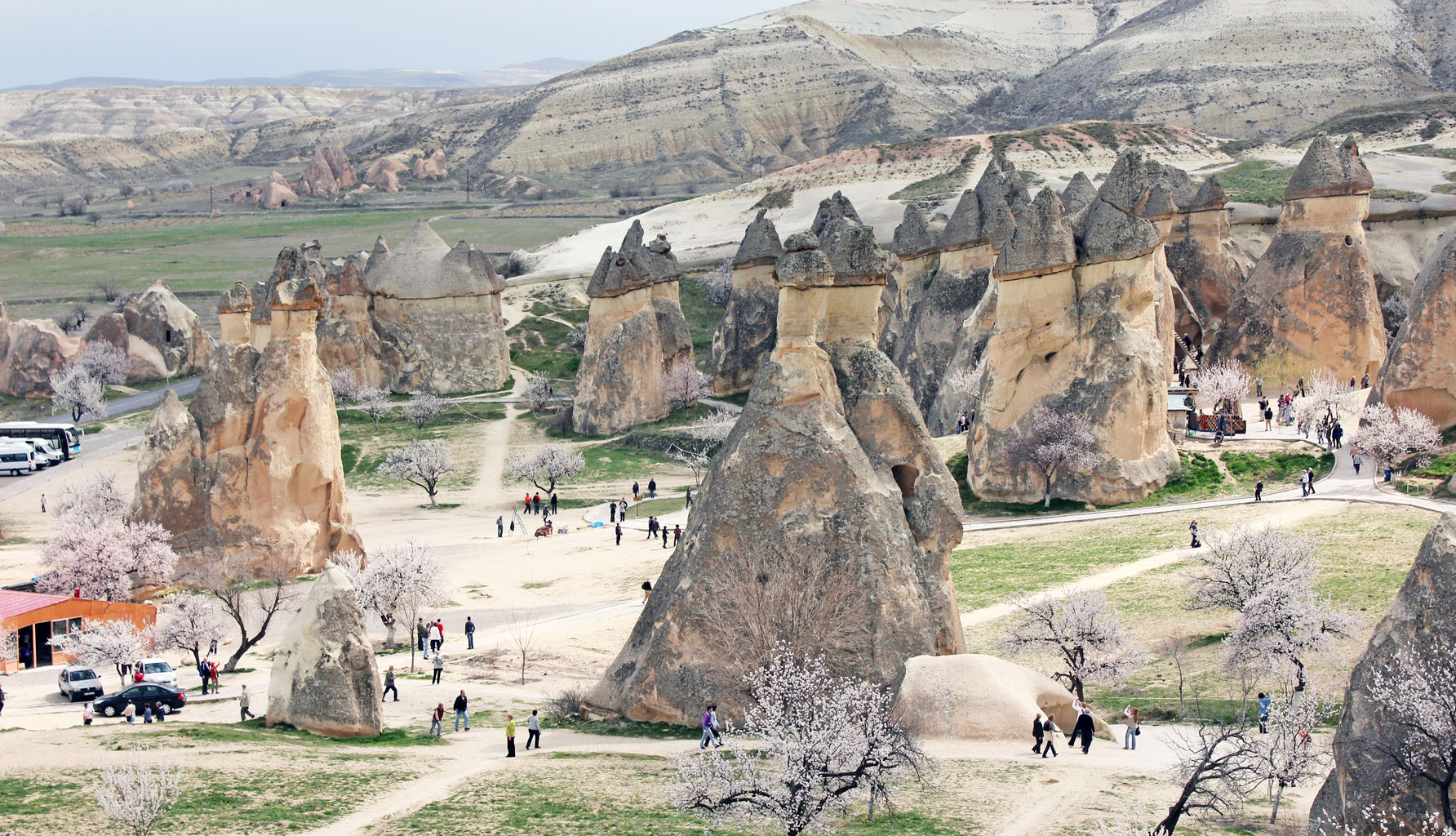
Parc de Göreme, Vallée de Pashabag (jardin du Pasha), cheminées de fées
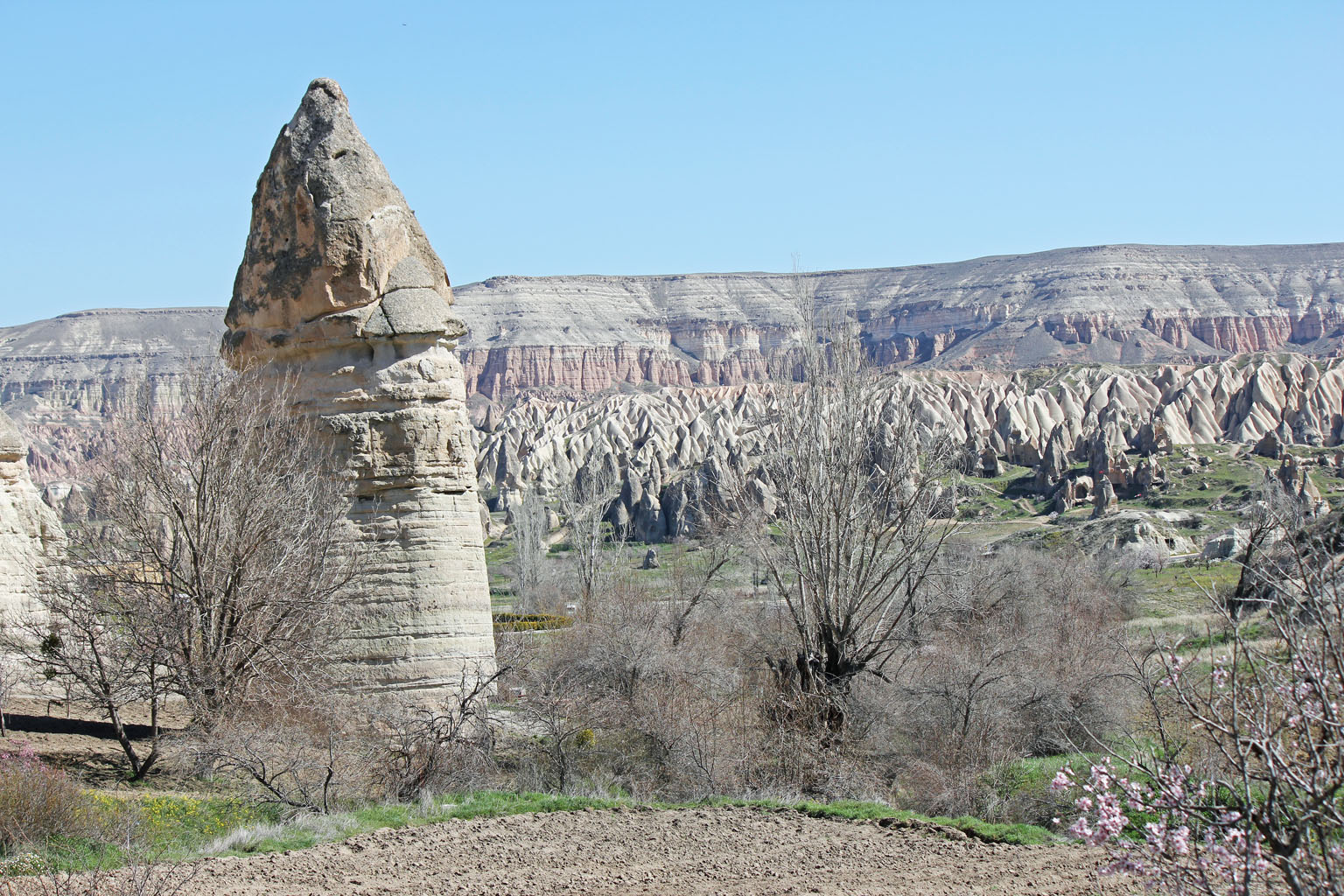
Parc de Göreme, relief érodé, vu depuis la Vallée de l'Amour
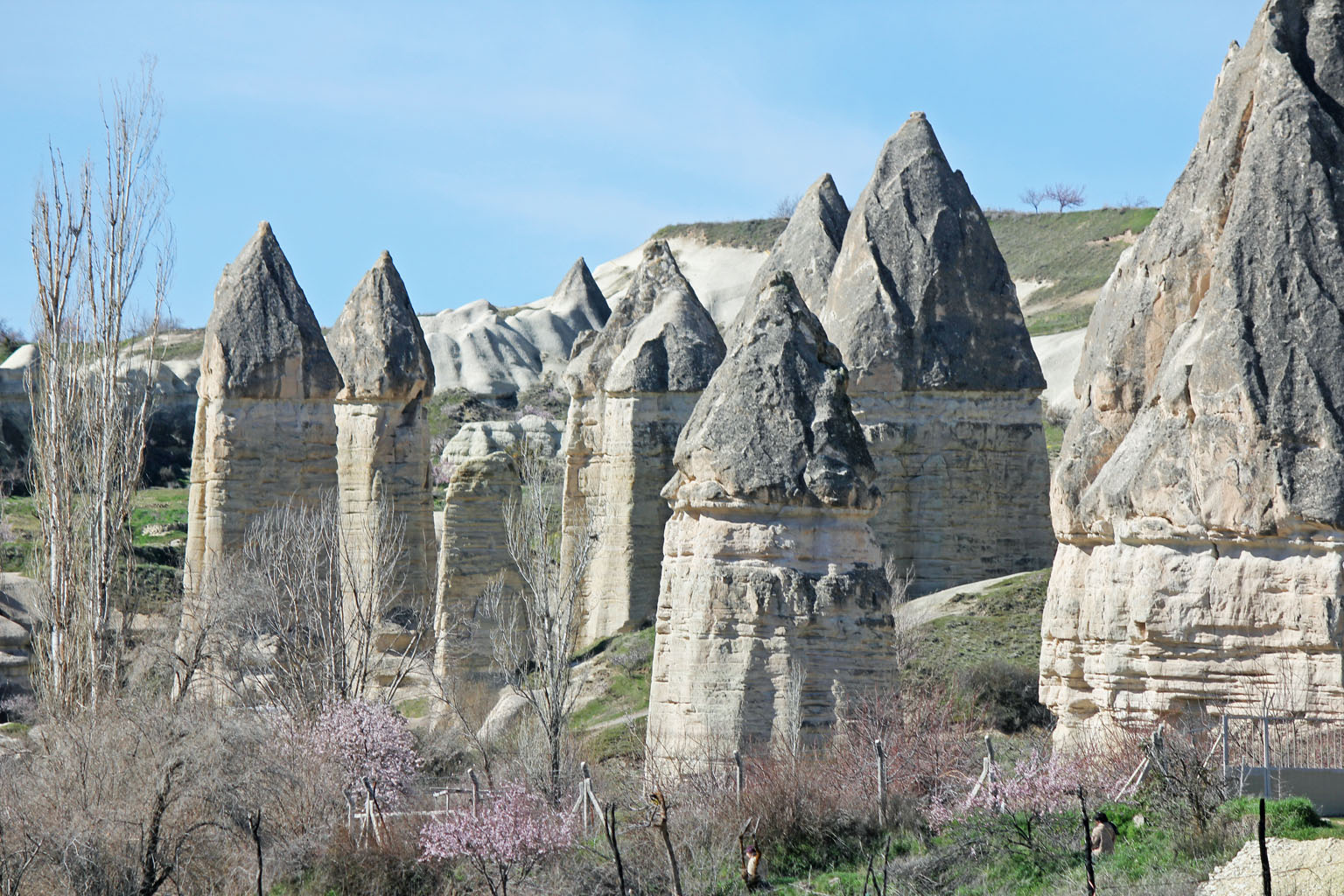
Parc de Göreme, Vallée de l'Amour, cheminées de fées
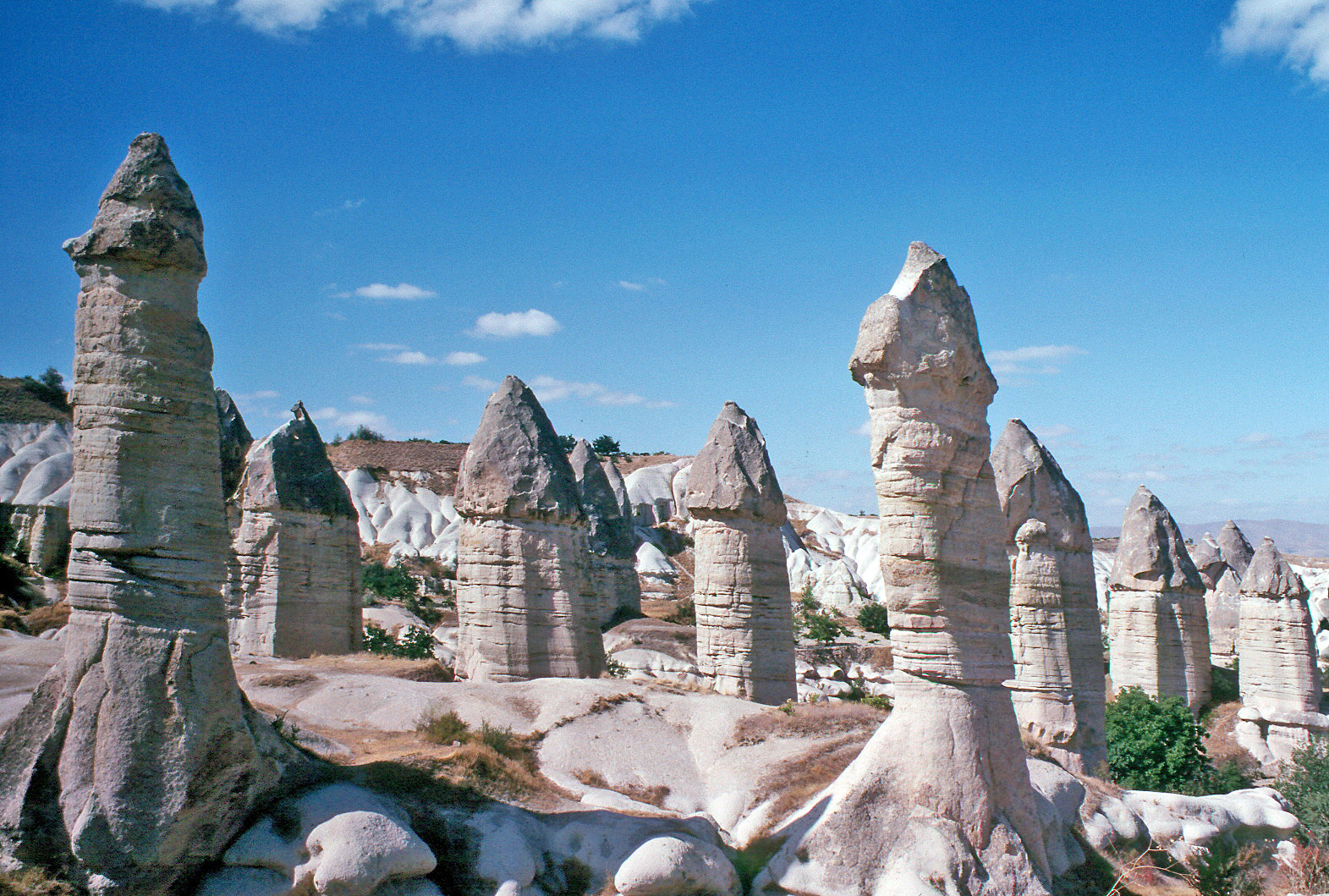
Cheminées de fées dans la « vallée de l'amour »
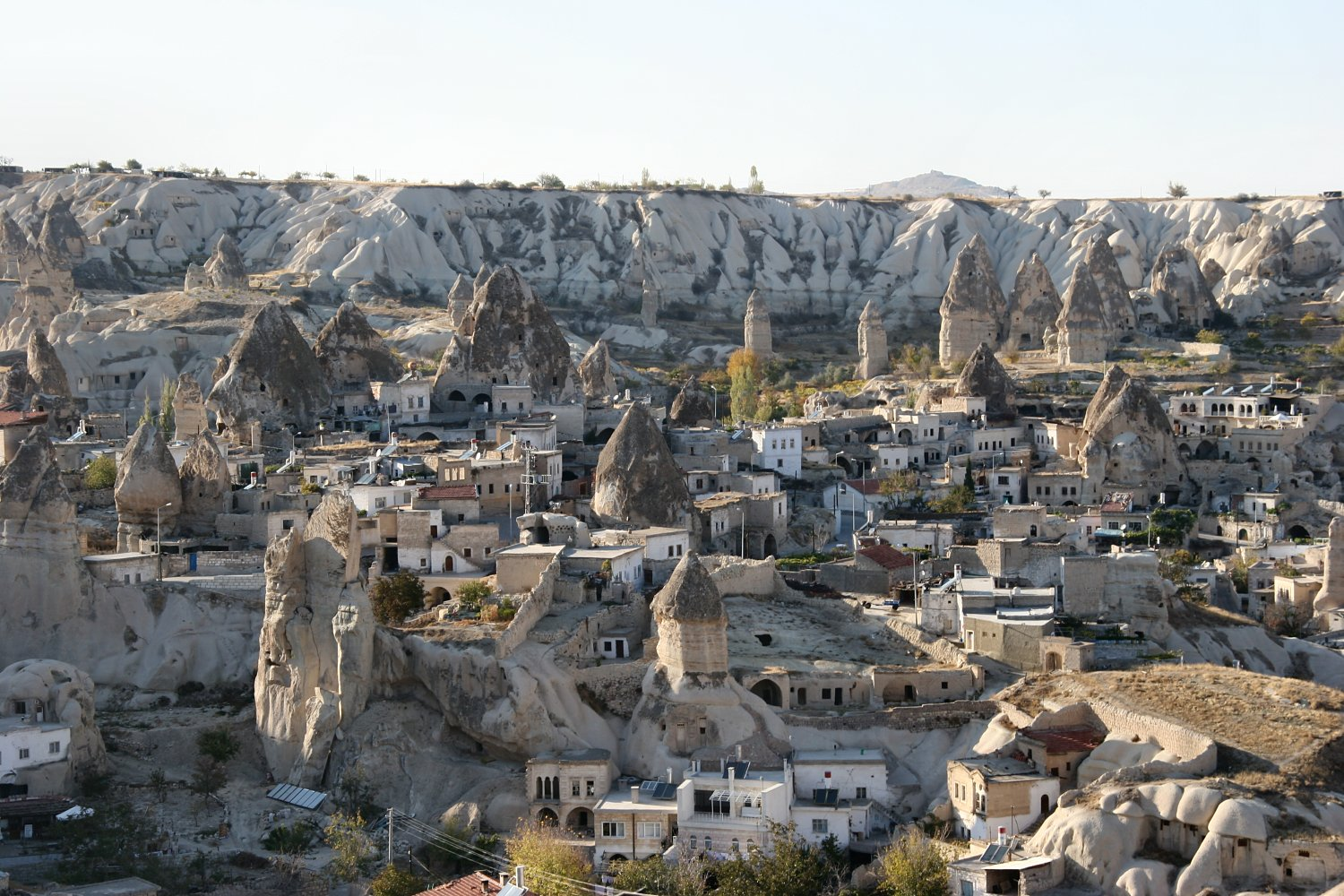
La vallée de Göreme
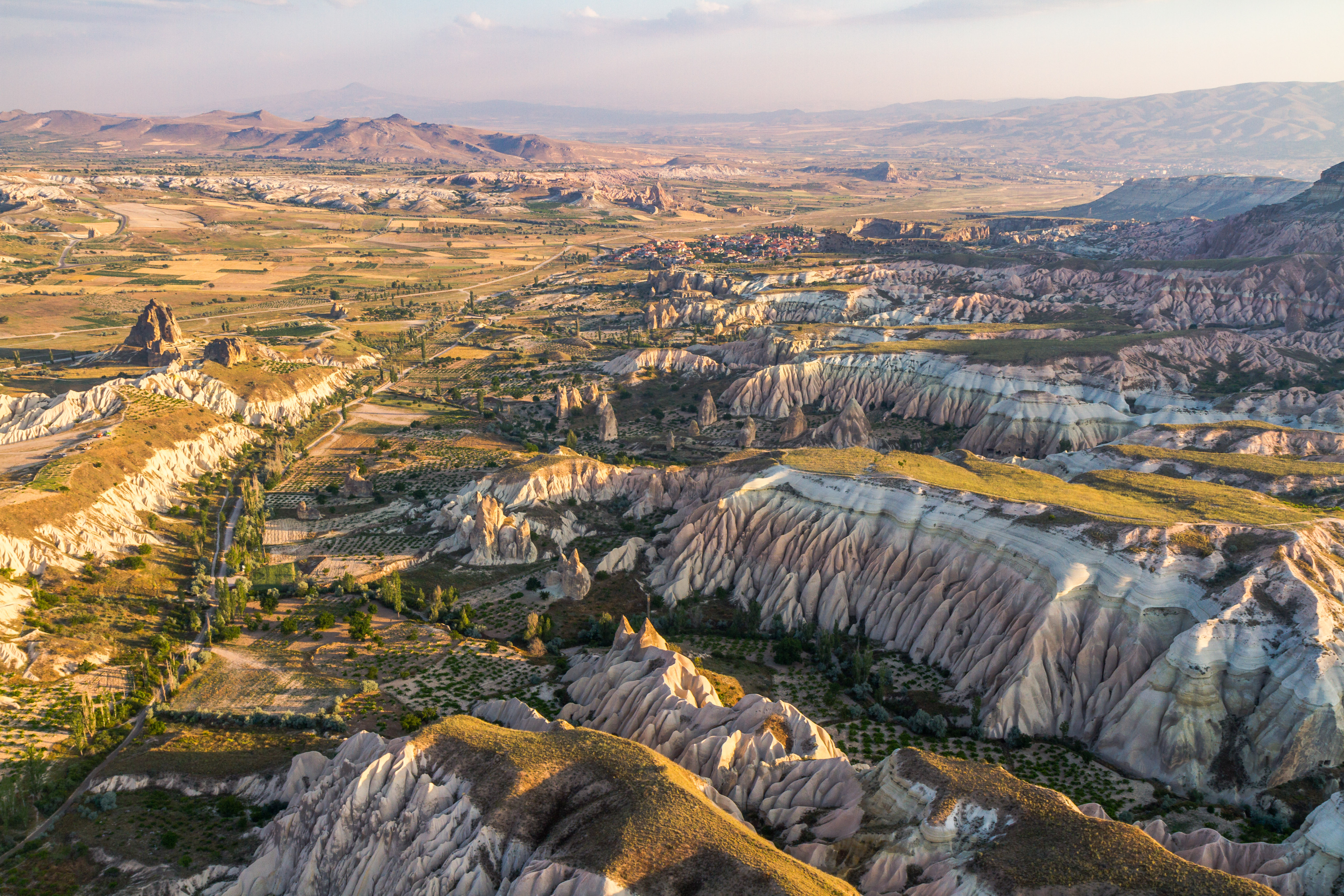
La vallée de Göreme
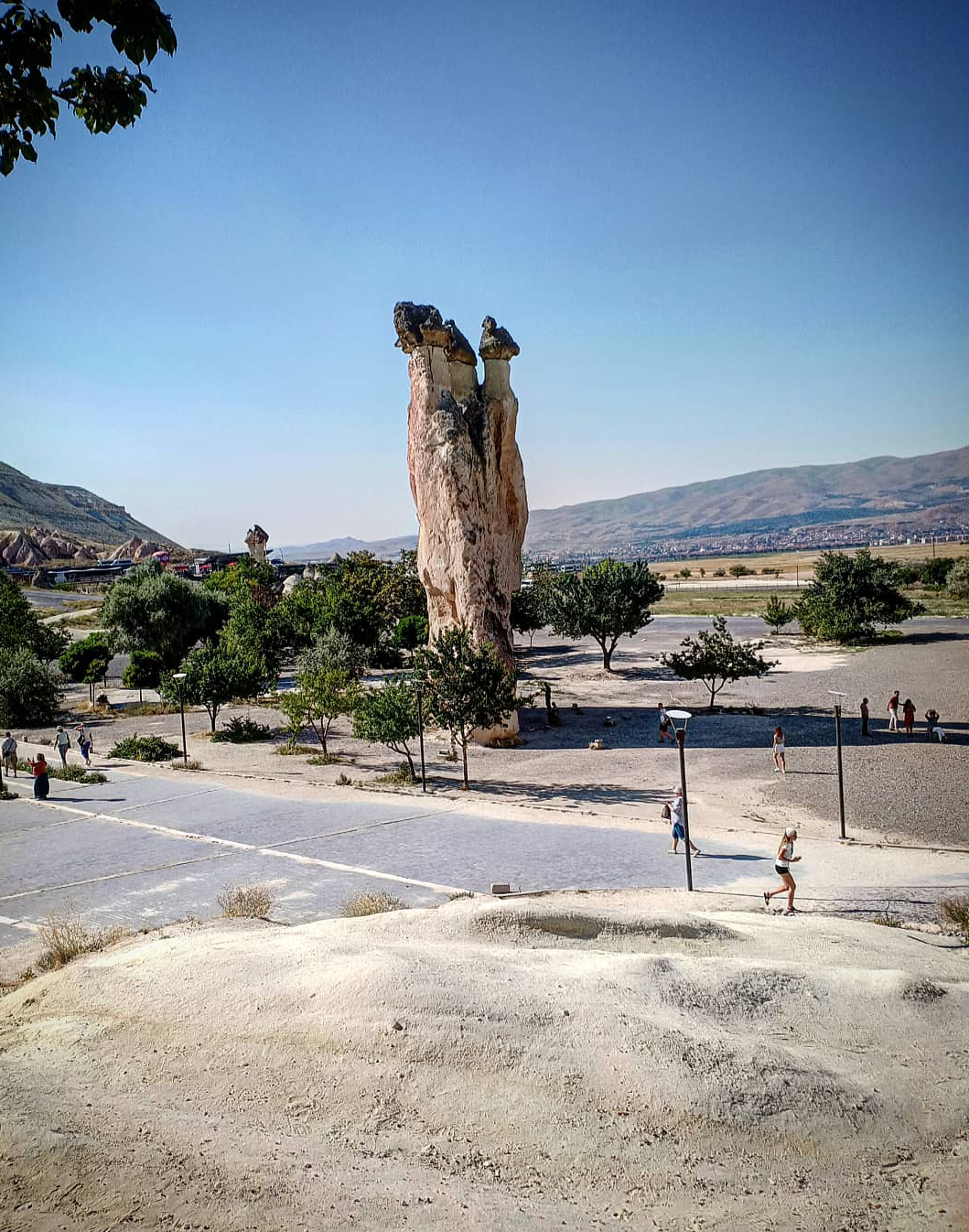

### Sources
- Ö. Demir, Cappadoce, berceau de l'histoire, Tşof Plaka Matbaacilik, Ankara.